# Windtelefon

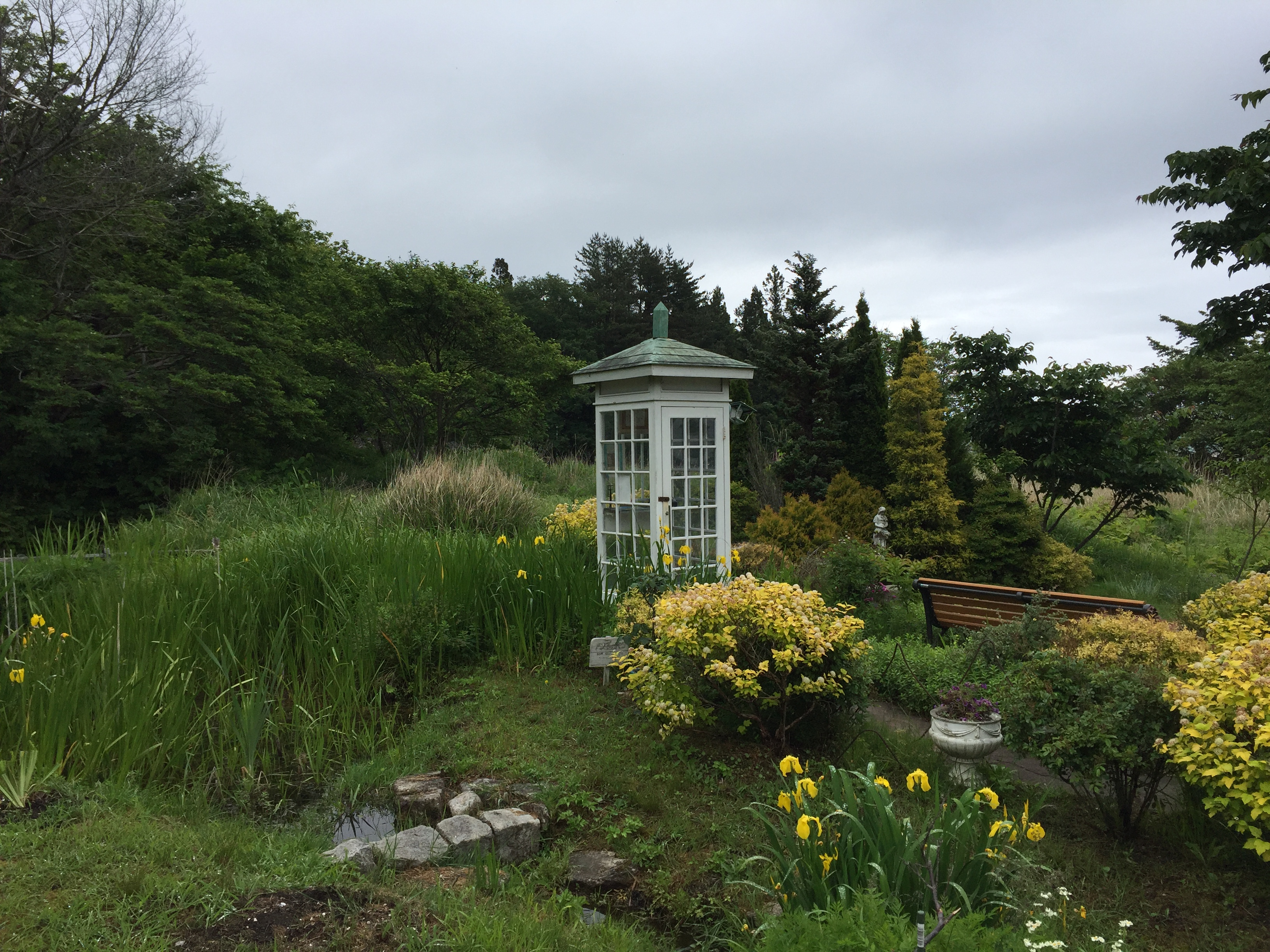
Windtelefon in Ōtsuchi

Das Windtelefon (japanisch 風の電話 Kaze no Denwa) befindet sich in einer ehemaligen Telefonzelle in Ōtsuchi in der Präfektur Iwate, Japan. Das Telefonhäuschen an der Küste Nordostjapans wird von Hinterbliebenen der Tsunami-Katastrophe genutzt, um nach japanischer Sitte mit den Verstorbenen zu reden.
Bei der Telefonzelle handelt es sich um ein Telefonhäuschen, das ein Privatmann in seinem Garten aufgestellt hatte, um Gespräche mit seinem vor Jahren verstorbenen Vetter zu führen. Im Häuschen steht ein altes Telefon, dessen Leitung sichtbar nicht angeschlossen ist. Das Gespräch mit Verstorbenen hat eine alte Tradition im Rahmen der Ahnenverehrung und des Buddhismus in Japan und wird normalerweise an Hausaltären praktiziert.
Nach Erdbeben und Tsunami mit vielen Opfern aus der Gegend wurde die Telefonzelle auch von Nachbarn zur Einkehr genutzt. Nachdem die lokale Presse hierüber berichtete, entwickelte sich der Besuch des Kaze no Denwa zu einem Massenphänomen, über das auch im Fernsehen berichtet wurde. Der öffentlich-rechtliche Sender NHK erstellte einen Dokumentarfilm, der am 10. März 2016 ausgestrahlt wurde. Jährlich kommen tausende Besucher zu einem Gespräch mit Verstorbenen in das Telefonhäuschen.

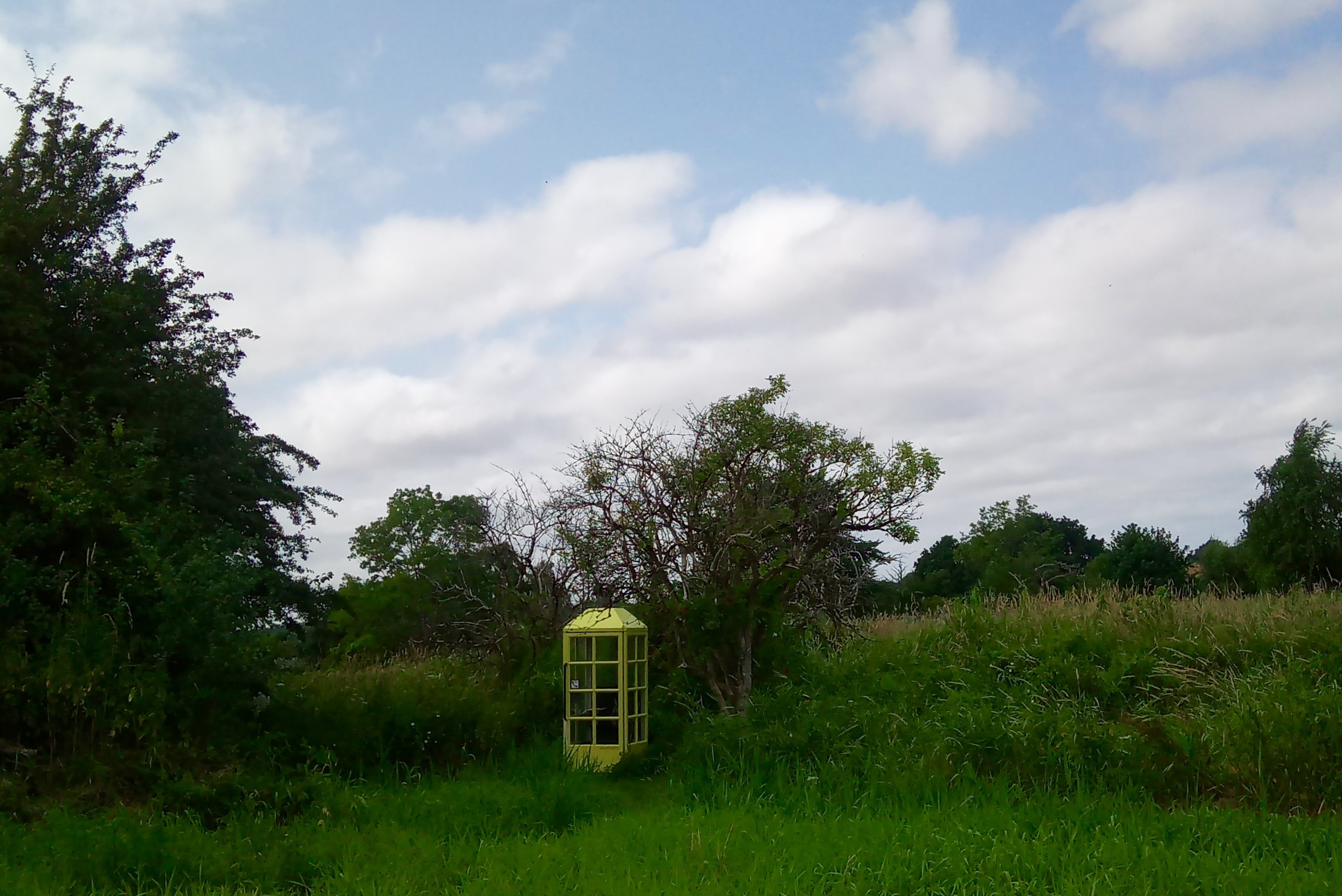
Windtelefon in Arnis am Schleistrand

Seit 2019 steht auch ein Windtelefon im deutschen Ort Arnis an der Schlei, und seit 2023 eines auf dem Kasseler Hauptfriedhof, seit 2024 eins auf dem Friedhof Auf dem Dören Paderborn.
Ein Windtelefon ist auch Thema des 2020 gedrehten japanischen Spielfilms Voices in the Wind (Kaze no Denwa) von Nobuhiro Suwa, sowie des Bestseller-Romans Die Telefonzelle am Ende der Welt von der italienischen Autorin Laura Imai Messina.